# Strand (Hedmark)
Strand is een plaats in de Noorse gemeente Stor-Elvdal in fylke Innlandet. Het dorp ligt aan de Glomma en riksvei 3 tussen Opphus en Steinvik. Rørosbanen loopt aan de andere oever. Het dorp heeft geen station. De houten kerk in Strand dateert uit 1863. 